# バッチリ横丁
『テレビ笑劇場 バッチリ横丁』（テレビしょうげきじょう バッチリよこちょう）は、1966年2月21日から1967年2月27日まで日本テレビ系列の毎週月曜12時台（JST）に放送された公開コメディ番組である。

## 概要
「バッチリ横丁」にある中華料理店、洋裁店、美容院、芸能社、たばこ屋、喫茶店などがならぶ一区間を舞台に、そこに住む住人たちの交流を通じて巻き起こる様々な事件を、豊富なギャグ、奇抜なオチなどを織り交ぜて描く。
収録は「読売ホール」で行われた。

## 放送時間
- 1966年2月21日 - 同年10月24日：月曜12:15 - 12:40
- 1966年10月31日 - 1967年2月27日：月曜12:00 - 12:25
  - 12:00枠の『日本テレニュース』（全曜日）と12:45枠の『婦人ニュース』が廃枠となり、月 - 土12:30 - 13:00に『NNNワイドニュース』が設置された[2]ため、他の12:15枠の箱番組[3]と12:40枠の『テレビガイド』と共に、15分繰上げ。

## 出演者
- 中華料理店の主人：玉川良一
- その妻：西岡慶子
- その娘：上原ゆかり
- 美容院のマスター：人見明
- その助手：左とん平
- 理髪店の主人：小野栄一
- その妻：天地総子
- 喫茶店のボーイ：なべおさみ
- 洋裁店のマスター：七代目立川談志
- 芸能社の社員：晴乃チック・タック
- たばこ屋の売り子：内村友美

## スタッフ
- 原案：山路洋平
- 脚本：山路洋平、村田英
- 演出：荻原敏雄
- 音楽：西山登[4]

## 提供
- 瀬戸口製菓（現：株式会社黄金糖）
- 中野物産 - 「都こんぶ」発売元。